# Galeodes ventralis
Galeodes ventralis är en spindeldjursart som beskrevs av Roewer 1934. Galeodes ventralis ingår i släktet Galeodes och familjen Galeodidae. Inga underarter finns listade i Catalogue of Life.